# Complexe Saint-Symphorien
Pour les articles homonymes, voir Saint-Symphorien.
Le complexe Saint-Symphorien est un complexe sportif situé dans le Grand Est à Longeville-lès-Metz, dans Metz Métropole.

## Description
Le complexe dispose de 581 places de parking, de 12 places de parking handicapés.
Il a une capacité de 1 520 places, contenant une salle de tennis de table de 1 020 m2, deux salles annexes, une salle omnisports de 1 084 m2 au sol et un espace de 625 m2 divisibles en deux modules et la patinoire messine.

## Histoire
Le Palais des Sports a été livré en mai 1968, la première pierre avait été posée par le premier ministre Georges Pompidou, en décembre 1966, en présence du maire Raymond Mondon. Il a été créé en 2002 après l’incendie criminel de celui-ci en mars 1999. Il aura fallu attendre 18 mois de travaux ainsi que 5,2 millions d'euros pour que le complexe soit ouvert, son architecte est Jacky Moncuit.

## Événements
- Ligue européenne féminine de volley-ball 2023